# ラウエルツ湖
ラウエルツ湖（独: Lauerzersee、Lowerzer See）は、スイスのシュヴィーツ州シュヴィーツ郡にある湖。ルツェルン湖とツーク湖の間にあり、最大水深は14mでスイスで最も浅い湖である。

## 地理
ラウエルツ湖は、シュタイナーベルク山、リギ山、ミューテン山の間にある。シュヴィーツ郡のシュヴィーツ、ラウエルツ、シュタイネンの3つの基礎自治体に分けられている。南岸近くに2つの島、シュヴァーナウ島（5'728 m²）と、無人島で木が生い茂っているロッゲンブルク島（Roggenburg、750 m²）があり、ラウエルツ市に入っている。
季節によって深さと面積が大きく増減する。面積は最も小さい時で310 ha (766.0エーカー)、最も大きい時で360 ha (889.6エーカー)である。深さは最大で14m、水面標高は447mである。
湖に流れ込む主な河川はシュタイナー・アー川であり、シュタイネン村を流れて湖の北岸に流れ込んでいる。また、ゼーヴェレン川がゼーヴェンから流れ出ており、河口から1.5km地点でムオータ川に合流し、2.0km流れてルツェルン湖に注ぐ。
夏季には湖で泳ぐことができ、また東岸のシュヴィーツ市ゼーヴェンにあるリゾートでも泳ぐことができる。また、「ゼーマットパーク計画」によって、反対側のラウエルツにもリゾート建設が計画されている。
冬季に湖面が凍結すると、発酵ガスの気泡が氷の下で形成され、若者たちが穴をあけてガスに火を灯して遊ぶことがあり、危険なため注意が喚起された。

## 歴史
湖の名は、湖に面する町ラウエルツから来ている。
1806年には、ゴールダウ地滑りによって、ラウエルツやゼーヴェン、アルト郡ゴールダウなどに地滑りや20mもの津波による被害があり、457名が犠牲となった。また1999年や2005年には洪水が起きており、ラウエルツなどの湖岸付近の建物が被害を受けている。そのため、湖面を制御するためにルツェルン湖とトンネルで接続することが試みられている。

## 風景

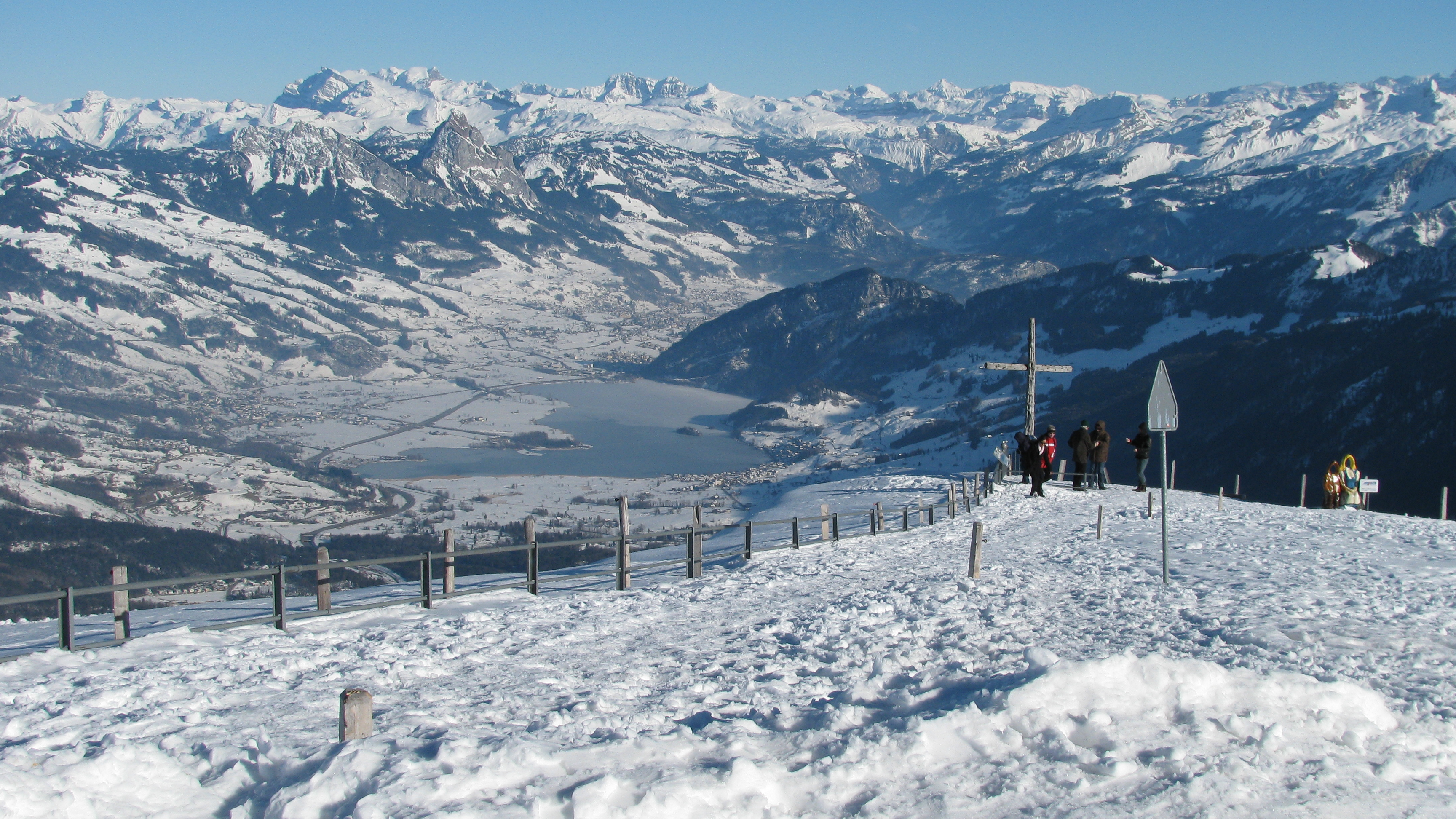
リギ山から見た冬のラウエルツ湖
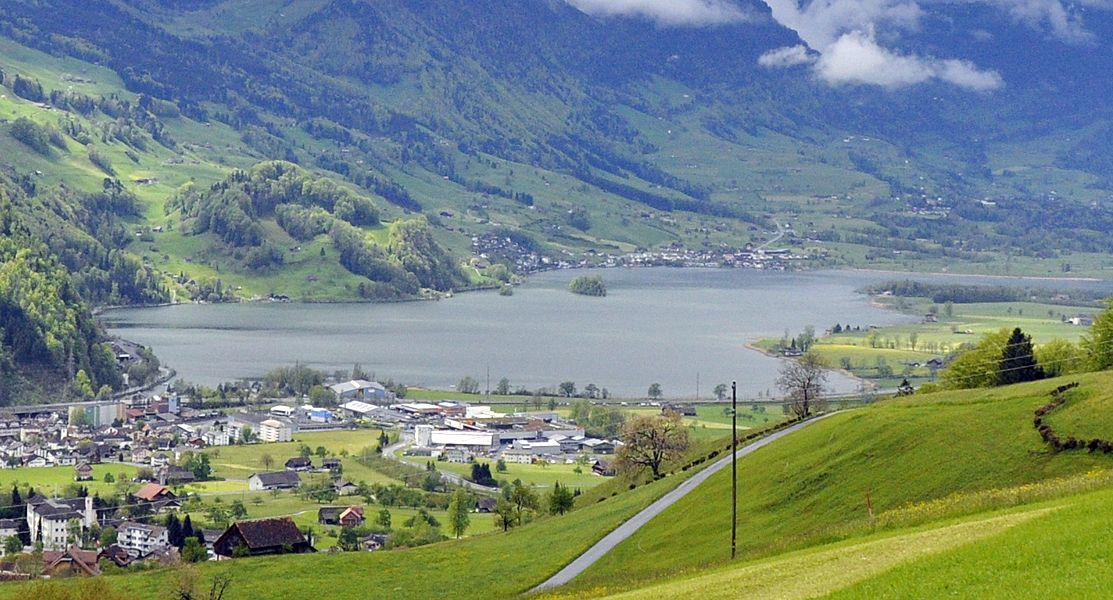
ゼーヴェンから見たラウエルツ湖